# Andreas Ludwig Leitgeb
Andreas Ludwig Leitgeb (* um 1683 in Klagenfurt; † 30. Juni 1751 in Wien) war ein österreichischer Jurist, Beamter und Bürgermeister von Wien (1733 bis 1736 und 1745 bis 1751).

## Leben und Wirken
Andreas Ludwig Leitgeb wurde um das Jahr 1683 in der Stadt Klagenfurt geboren. Erst 1720 trat Leitgeb in einer öffentlichen Funktion als Beisitzer am Stadtgericht Wien auf. In dieser Zeit heiratete er auch seine Frau Maria Katharina, die Tochter seines Beamtenkollegen Samuel von Seraio (* um 1695; † 6. Dezember 1750). Zusammen hatte das Paar unter anderem die Tochter Maria Theresia, die mit dem Hofrat Johann Peter von Bolza verheiratet war. Von 1724 bis 1727 war Leitgeb Urteilsschreiber, danach ab 1728 Mitglied des Inneren Rats und zwischen 1729 und 1732 Stadtrichter.
Im Jahre 1733 trat er die Nachfolge von Franz Daniel Edler von Bartuska als Bürgermeister von Wien an. Zunächst war er bis 1736 im Amt und war parallel dazu auch von 1734 bis 1736 Präses der kaiserlichen Banco-Gefäll-Administration. Danach wurde er von Johann Adam von Zahlheim abgelöst, der von 1737 bis 1740 Bürgermeister von Wien und von 1739 bis 1741 Praeses der Banco-Gefäll-Administration war. Nach dessen Amtszeit übernahm vorerst Peter Joseph Kofler für die Jahre 1741 bis 1744 das Bürgermeisteramt, ehe dieser wieder durch Leitgeb abgelöst wurde. Leitgeb war in der Zwischenzeit Senior des Inneren Rats (1737 bis 1740), sowie unter Kofler von 1741 bis 1744 abermals Stadtrichter. Während seiner zweiten Amtszeit als Wiener Bürgermeister starb Leitgeb in seiner Amtswohnung im heute nicht mehr existierenden Unterkammeramtsgebäude an der Adresse Am Hof 9 im 1. Wiener Gemeindebezirk Innere Stadt. Seine Nachfolge trat Kofler an, den er erst wenige Jahre zuvor als Bürgermeister abgelöst hatte.
In Leitgebs zweite Amtszeit fallen sich auf die Stadtverwaltung negativ auswirkende Verwaltungsreformen Maria Theresias, wie zum Beispiel die stärkere Unterordnung unter die staatlichen Behörden. Leitgeb starb in ärmlichen Verhältnissen, hatte, obgleich seiner hohen Position, nicht einmal ein eigenes Haus in Wien und auch seine Verlassenschaft wie erhebliche Negativzahlen auf. Nachdem er zeitweise am Hohen Markt und am Stock-im-Eisen-Platz lebte, bezog er im Jahre 1734 die durch den Tod des früheren Bürgermeisters Josef Hartmann freigewordene Dienstwohnung im Unterkammeramtsgebäude. Nach dem Tod Hartmanns dauerte es zwei Jahre, bis die Wohnung bezugsfertig war, nachdem Anton Johann Ospel seine Renovierungen am Zeughaus abgeschlossen hatte. In Dornbach erwarb Leitgeb zwar ein Haus mit Garten, ließ es im Grundbuch allerdings auf den Namen seiner Frau eintragen. Unter Leitgeb wurde 1744 oder 1748 auf dem Hafnersteg oberhalb des Dornbachs bei Neuwaldegg eine steinerne Johannes-Nepomuk-Statue errichtet.
Heute erinnert die Leitgebgasse im 5. Wiener Gemeindebezirk Margareten an Andreas Ludwig Leitgeb; den Namen erhielt die Straße im Jahre 1875.